# Werchter
Werchter est une section de la commune belge de Rotselaar située en Région flamande dans la province du Brabant flamand. Elle se situe au confluent du Démer et de la Dyle. C'était une commune à part entière avant la fusion des communes de 1977.
Historiquement, la paroisse de Werchter et ses dépendances sont administrées par l'abbaye de Parc.
De nos jours, la localité est principalement connue pour son festival de rock : Rock Werchter.

## Étymologie
On trouve aussi les formes Werchteren et Werthoere.

## Évolution démographique
- Sources : INS, Rem. : 1831 jusqu'en 1970 = recensements, 1976 = nombre d'habitants au 31 décembre.
- 1846: Scission de Tremelo en 1837

## Histoire: 1914
Le 28 août 1914, l'armée impériale allemande exécute 20 civils et détruit 270 bâtiments lors des atrocités allemandes commises au début de l'invasion.

## Paroisse de Werchter

Blason du pape Innocent IV.
Blason de l'abbé Gérard van Goetsenhoven.
Blason de l'abbé Libert De Pape.
Blason de l'abbé Ambroise Loots.

### Dépendance vis-à-vis de l'abbaye de Parc
En juin 1225, Henri, duc de Brabant, renonça à tous ses droits sur l'église Saint-Jean-Baptiste de Werchter et ses dépendances, à Haecht et à Wackerseel, en faveur de l'abbaye de Parc. Hugues, évêque de Liège, ratifia la cession en 1228. En 1230, l'archidiacre du Brabant, W. de Vallibus, autorisa l'abbé de Parc à en prendre possession d'après les règles du droit canon. Ce ne fut que cinq ans après que l'abbé fut introduit comme curé et que l'archidiacre lui confia le trésor des reliques de l'église. Le pape Innocent IV en approuva la possession en 1246.

### L'abbaye de Parc comme bâtisseur de l'église de Werchter
L'église fut rebâtie vers 1439 par l'abbaye de Parc et ornée par elle de toutes sortes d'objets d'art. L'abbaye contribua à l'érection de l'autel en marbre. Elle fit peindre toujours à ses frais le tableau du Christ en croix. L'église possède également six tableaux représentant des scènes de la vie de saint Norbert, tableaux qui ornaient jadis les boiseries de l'église de l'abbaye de Parc. Les religieux de cette abbaye étaient tenus de fournir à l'église de Werchter les habits sacerdotaux, le calice, etc. En 1420, l'abbé Gérard van Goedsenhoven fait exécuter par l'orfèvre Henri van Velpen un calice en argent doré portant les armes de l'abbé, du poids de 13 onces et 3 esterlins.
Cette église de Werchter est bâtie en forme de croix latine en pierre de Rotselaer. Son chœur, précisément, est construit en 1439 d'après les archives de l'abbaye de Parc. Les frais de la toiture sont payés par ses religieux. L'abbé Gérard van Goetsenhoven met en place au chevet du chœur de cette église, en 1446, un vitrail peint représentant l'institution de la confrérie de Notre-Dame,.
La tour de l'église fut reconstruite par Libert de Pape en 1646 pour un achèvement complet en 1664. 
Le presbytère est dû aux mêmes bâtisseurs que sont les administrateurs de l'abbaye de Parc.

### Paroisses dépendantes de l'église de Werchter

#### Wackerseel
On trouve aussi les formes Wackersele et Winkerseel.
La chapelle de Wackerseel, située, par rapport à Werchter, de l'autre côté de la rivière, fut cédée en 1225 avec l'église-mère de Werchter, à l'abbaye de Parc. Cette chapelle fut érigée en paroisse sur la demande de l'abbé Ambroise Loots, par un acte du cardinal Granvelle, le 3 août 1577. L'abbé avait donné comme raisons de la séparation d'avec Werchter : le grand nombre d'habitants qui vivaient près de la chapelle et les fréquentes inondations qui empêchaient les fidèles d'aller à la messe de l'église-mère. L'église Saint-Hubert de Wackerseel fut donc à son tour desservie par les religieux de Parc. Son premier curé fut frère Marc de Man. Le presbytère et l'église furent bâtis par l'abbaye.

#### Situation de la paroisse de Tremelo
En 1225, quand le patronage de l'église de Werchter est transféré aux religieux de l'abbaye de Parc, la paroisse de Werchter est très étendue pour comprendre dans ses limites les paroisses de Haecht, Wackerzeel et Tremelo, selon leurs limites de 1858.
En fait, seules les deux premières figurent dans l'acte de cession comme dépendances de l'église de Werchter, une nouvelle église à Tremelo étant érigée en 1784.

## Personnalités liées à la ville
- Corneille Van Leemputten (1841-1902), artiste peintre né à Werchter[6],[7].
- Frans Van Leemputten (1850-1914), artiste peintre né à Werchter, demi-frère du précédent[6],[7].
- Jef Louis Van Leemputten (1865-1948), artiste peintre né à Werchter, cousin des précédents[7].